# Robert Elgie (universitaire)
Pour les articles homonymes, voir Robert Elgie et Elgie.
Robert Clyde Elgie, né le 23 avril 1965 et mort le 14 juillet 2019, est un professeur à l'université de la ville de Dublin et membre de l'Académie royale d'Irlande depuis 2017. 

## Biographie
Ses travaux se rapportent principalement à l'étude des régimes semi-présidentiels, et de la vie politique française. Il est le premier président de la School of Law and Government. Sa contribution à l'université de la ville de Dublin est, selon Brian McCraith, le directeur de l'université, majeure. 
Il reçoit son Philosophiæ doctor à la London School of Economics en 1992 avec sa thèse The influence of the French Prime Minister in the policy making process 1981-1991 (titre original).

## Œuvres
Robert Edgie a écrit plusieurs livres (titres en version originale) : 
- (en) The Role of the Prime Minister in France, 1981-1991, Macmillan, 1993 ;
- (en) Political Leadership in Liberal Democracies, Macmillan, 1995 (ISBN 978-1-349-24216-0 et 978-0-333-59759-0, OCLC 1004386131) ;
- (en) Electing the French President. The 1995 Presidential Election, Macmillan, 1996 ;
- (en) (avec Helen Thompson), The Politics of Central Banks, Routledge, 1998 ;
- (en) Semi-presidentialism in Europe, Oxford University Press, 1999 (présentation en ligne) ;
- (en) The Changing French Political System, Frank Cass, 2000 (ISBN 978-1-135-26726-1 et 978-1-299-86682-9, OCLC 858861156, présentation en ligne) ;
- (en) French Politics: Debates and Controversies, Routledge, 2000 ;
- (en) Divided Government in Comparative Perspective, Oxford University Press, 2001 (présentation en ligne) ;
- (en) Political Institutions in Contemporary France, Oxford University Press, 2003 (présentation en ligne) ;
- (en) Semi-presidentialism: Subtypes and Democratic Performance, Oxford University Press, 2011 (présentation en ligne).